# 金允植

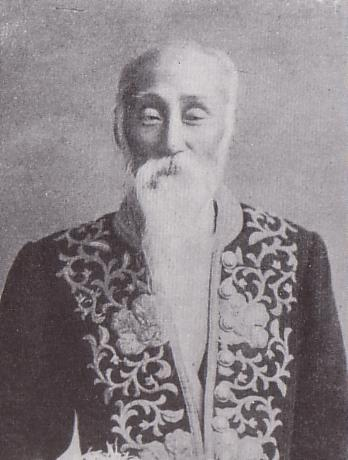

金允植（：／ Kim Yun-sik；1835年10月29日—1922年1月21日），字洵卿，號雲養，京畿道廣州府人。朝鮮王朝末期至大韓帝國時期輔國、政治家、漢學家。
金允植出身朝鮮王朝的官宦世家，他是朝鮮王朝中期名臣金堉的9世孫，金允植八歲父母雙亡，由族叔金益鼎撫養成人。1874年，通過增廣試成進士。1881年任吏曹參議，從三品，帶領學徒和工匠赴中國天津學習木匠、製陶等技術。1882年1月17日，金允植抵達直隸保定，與李鴻章見面，隨後前往天津。甲申政變中支持事大黨，在大清國袁世凱援軍的幫助下鏟除了開化黨。
金允植學習中國洋務，和中國官員關系緊密，如丁汝昌、吳長慶、袁世凱，曾和袁世凱結為忘年之交。19世紀末任朝鮮禮曹、兵曹判書（相當於中國禮部、兵部尚書）。甲午更張中在金弘集內閣中擔任從一品外務大臣(亦外部大臣)。1896年，因坐視乙未事變的發生被發配濟州島，1907年獲得赦免。
1907年赦免後，任從一品皇室製度局總裁、帝室會計監查院卿。1908年任中樞院議長，勳一等太極章，陪同英親王訪問日本東京，返回後，陞正一品大匡輔國崇祿大夫。1910年日韓合併后，他任命為朝鮮總督府中樞院副議長，敘子爵，成為朝鮮貴族。1915年之後發行的朝鮮銀行券上所繪的壽老人肖像就是以他的形象繪製的。1915年，第一位朝鮮人榮獲日本学士院賞。1916年，經學院大提學。
1919年，三一運動發生時，他向日本政府和朝鮮總督府遞交獨立請願書，因此在運動被鎮壓後他遭被幽禁。1919年7月17日，他被判處兩年監禁，並被剝奪了子爵爵位。自以“亡國大夫”自居，稱病閉門不出，只與友人書信往來。1922年，金允植病逝。
金允植晚年雖與日人交往密切，一度由親中走向親日，但對於將韓國併入日本的提議，他極力反對，有士大夫民族氣節。金允植正室坡平尹氏，早在光緒九年病逝，後追贈正一品命婦貞敬夫人，判書尹鳳五（諡肅簡）五世孫女，袁世凱爲其述行錄。尹鳳五的八世祖乃右議政鈴平府院君尹垠、七世祖乃貞顯公主駙馬鈴川府院君尹師路（諡忠景），六世叔祖乃恭惠王后姐夫尹磻。先祖高麗名臣尹瓘（諡文肅）。

## 作品
《雲養集》、《天津談草》、《陰晴史》、《祭中華民國大總統袁公世凱文》等.

## 家族
- 九世祖：首相金堉，族內曾有明聖王后、孝懿王后
- 曾祖：敦寧參奉 贈吏曹參議金基建
- 祖父：贈吏曹參判金用善
- 父親：儒生金益泰，後因子貴，贈吏曹判書、左贊成
- 養父母：星州牧使、兵馬節度使金益鼎（通訓大夫、 後封清恩君）、養母乃樸珪壽堂妹
- 正妻：坡平尹氏, 追贈正一品命婦貞敬夫人，其先祖有高麗名臣尹瓘（諡文肅）、貞顯公主駙馬鈴川府院君尹師路（諡忠景），恭惠王后姐夫尹磻等。金允植好友周馥玉山，吳長慶筱軒及其幕友張謇季直等。皆有輓聯。袁世凱慰庭爲金允植夫人述行錄。
- 堂兄：金晚植（金益鼎之子），進士、漢城判尹、全權大臣定法國和約，禮曹、刑曹判書（尚書），妻為朝鮮宰相趙秉世之妹
- 家人：金氏攜吳氏、李氏皆為盟弟袁世凱妾
- 子孫：長子度支部書記官金裕曾、次子金裕問、季子金裕邦，侄金裕成乃進士、二品宮內府特進官；金允植養孫金麒壽（金允植侄子庶務局長金裕定之子過繼給金裕曾）、孫女金貞壽嫁入出派清朝正使韓山李氏李承五之孫李道珪

- 老師：樸珪壽、俞莘煥